# دايفيد جوليان
دايفيد جوليان (بالإنجليزية: David Soren)‏ هو باحث في تاريخ العصور الكلاسيكية أمريكي، ولد في 7 أكتوبر 1946.